# Iwanna Kłympusz-Cyncadze
Iwanna Orestiwna Kłympusz-Cyncadze (ukr. Іванна Орестівна Климпуш-Цинцадзе; ur. 5 lipca 1972 w Kijowie) – ukraińska polityk, działaczka organizacji pozarządowych, posłanka do Rady Najwyższej, w latach 2016–2019 wicepremier ds. integracji europejskiej i euroatlantyckiej.

## Życiorys
Iwanna Kłympusz-Cyncadze jest córką Oresta Kłympusza, inżyniera, w latach 1992–1994 ministra transportu, oraz Jarosławy Kłympusz, a także wnuczką Dmytra Kłympusza, podległego Romanowi Szuchewyczowi dowódcy komendy głównej Siczy Karpackiej.
Ukończyła studia w instytucie pedagogicznym w Kijowie (1994), a także stosunki międzynarodowe na Kijowskim Uniwersytecie Narodowym im. Tarasa Szewczenki (1998). W latach 1993–1994 kształciła się również na Montana State University. Pracowała jako analityk i kierownik projektów w organizacjach pozarządowych. W latach 2002–2007 była korespondentką ukraińskiej sekcji BBC. Od 2007 do 2011 była związana z fundacją promującą międzynarodową integrację Ukrainy, pełniąc funkcję zastępcy dyrektora i następnie jej dyrektora. Następnie została dyrektorem organizacji YES, również zajmującej się propagowaniem integracji Ukrainy z instytucjami europejskimi.
W wyborach w 2014 z ramienia Bloku Petra Poroszenki uzyskała mandat posłanki do Rady Najwyższej VIII kadencji. 14 kwietnia 2016 została powołana na wicepremiera do spraw integracji z UE i NATO w rządzie Wołodymyra Hrojsmana. W 2019 ponownie wybrana do ukraińskiego parlamentu. 29 sierpnia tegoż roku zakończyła urzędowanie na stanowisku wicepremiera. W 2020 uzyskała nadto mandat radnej obwodu zakarpackiego.